# Ikarus 411
Ikarus 411 — 11-метровый низкопольный автобус венгерской фирмы Ikarus. Первый прототип был выпущен в 1993 году. Всего было выпущено 6 экземпляров.

## Описание
Ikarus 411 отличается от Ikarus 412 отсутствием заднего стекла. Из 6 выпущенных экземпляров, 4 были поставлены в Польшу (по два автобуса в Варшаву и Бельско-Бялу).
Ikarus 411.08 выпускался на заводе «Икарус» с 1995 года, а собирался на сборочном заводе MZA Warszawa. 411.08 являлся одним из первых низкопольных автобусов, приспособленных для перевозки инвалидов в Варшаве в 1995 году.
В Варшаве автобусы Ikarus 411 прекратили эксплуатацию в 2007 году из-за нехватки запчастей. Один из автобусов под регистрационным номером 6530 принадлежит Клубу энтузиастов городского транспорта в Варшаве и благодаря усилиям этой организации был зарегистрирован как историческое транспортное средство. Автобус был реконструирован компанией КМКМ. Транспортному средству присвоен регистрационный номер 6550.